# Wina niemieckie
Wina niemieckie stanowiły w 2007 roku 4% światowej produkcji wina, co stawia Niemcy na siódmym miejscu w klasyfikacji. Kraj wyprodukował wtedy 10,5 mln hl wina, z czego wyeksportowano 3,4 mln hl. Pod względem wielkości upraw winorośli Niemcy (102 026 ha) były wtedy piętnastym krajem na świecie i 1,3% udziału, przy czym powierzchnia upraw uwzględnia uprawy winogron deserowych. 
Specjalnością kraju są wina białe (63,2% upraw stanowią szczepy białe), szczepy czerwone przeważają tylko w regionach Ahr i Wirtembergia. Znaczącą część produkcji stanowią wina musujące, określane jako Sekt, których produkcja stanowi dwukrotność produkcji szampana.

## Odmiany winogron

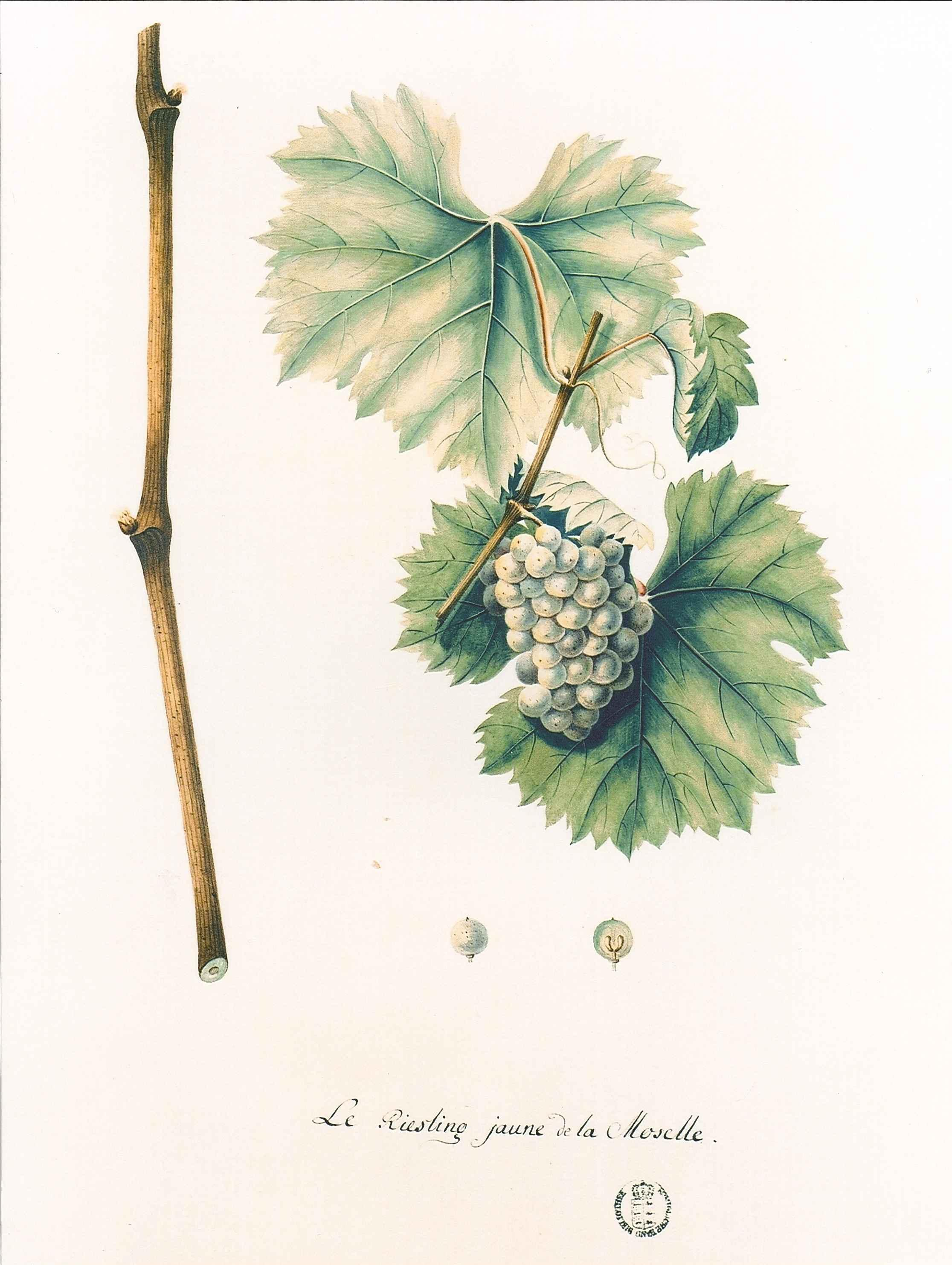
Mozelski riesling na rycinie z XIX wieku

Najczęściej uprawiane w Niemczech odmiany winogron (stan na 2007 r.)
| Szczep                                    | Obszar upraw w ha | % obszaru upraw |
| ----------------------------------------- | ----------------- | --------------- |
| riesling (b.)                             | 21 722            | 21,3            |
| müller-thurgau (b.)                       | 13 824            | 13,5            |
| spätburgunder (pinot noir) (cz.)          | 11 820            | 11,6            |
| dornfelder (cz.)                          | 8185              | 8,0             |
| silvaner (b.)                             | 5261              | 5,2             |
| blauer portugieser (cz.)                  | 4551              | 4,5             |
| grauburgunder (ruländer, pinot gris) (b.) | 4413              | 4,3             |
| kerner (b.)                               | 3848              | 3,8             |
| weißburgunder (pinot blanc) (b.)          | 3589              | 3,5             |
| trollinger (cz.)                          | 2504              | 2,5             |
| schwarzriesling (pinot meunier) (cz.)     | 2397              | 2,3             |
| regent (cz.)                              | 2182              | 2,1             |
| bacchus (b.)                              | 2061              | 2,0             |

## Kategorie win
Niemieckie prawo winiarskie dzieli niemieckie wina na 4 kategorie: 
- Tafelwein(inne języki) – wina stołowe, dozwolone jest dodawanie cukru (szaptalizacja), max. zaw. alkoholu 15%,
- Landwein(inne języki) – wina regionalne (odpowiednik francuskiego vin de pays), dozwolone dodawanie cukru, max. zaw. alkoholu 15%,
- Qualitätswein bestimmter Anbaugebiete(inne języki) (QbA lub Q.b.A.) – wina wysokojakościowe z określonych regionów, jednak w odróżnieniu od klasyfikacji francuskiej brak tu geograficznej klasyfikacji, a poszczególne Q.b.A. są różnicowane tylko według zawartości cukru w moszczu gronowym; dozwolone tu dodawanie cukru,
- Qualitätswein mit Prädikat (QmP lub Q.m.P.), od 2006 roku oficjalnie Prädikatswein – wina wysokojakościowe z wyróżnikiem.

W przypadku kategorii Qualitätswein mit Prädikat, "wyróżniki" (Prädikat), uszeregowane według poziomu cukru są następujące:
- Kabinett – normalny zbiór, najbardziej wytrawne wina
- Spätlese – opóźniony zbiór
- Auslese – późny zbiór wyselekcjonowanych kiści gronowych
- Beerenauslese – zbiór wyselekcjonowanych gron porażonych szlachetną pleśnią (botrytis)
- Eiswein – "wino lodowe", zbór wyselekcjonowanych kiści zmrożonych pierwszymi przymrozkami
- Trockenbeerenauslese – zbiór wyselekcjonowanych, wysuszonych gron (porównaj malaga)

Dla oznaczenia smaku używa się (przy czym określeń słodkie, a zwłaszcza półsłodkie używa się rzadko):
- lieblich, halbsüß – słodkie i półsłodkie (te, które wykraczają poza półwytrawne, czyli z zawartością cukru w przedziale 18–45 g/l),
- fruchtig, süß – słodkie (zawartość cukru powyżej 45 g/l),
- halbtrocken – półwytrawne,
- trocken – wytrawne.

## Etykieta

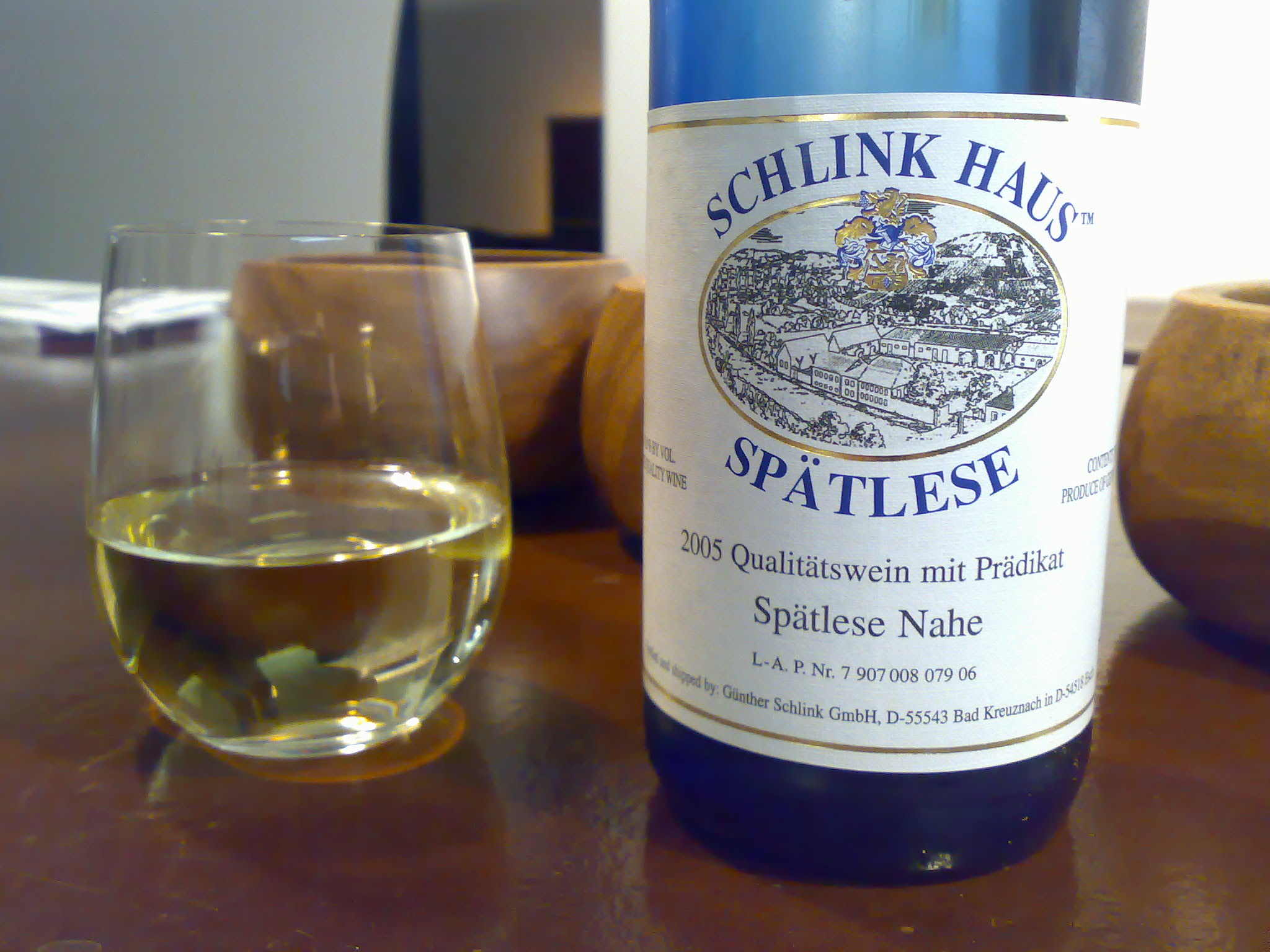
Etykieta niemieckiego jakościowego rieslinga z regionu Nahe

Obowiązkowo na etykietach niemieckich win muszą znaleźć się następujące informacje:
- kategoria (Tafelwein, Landswein, Q.b.A., Q.m.P.),
- region uprawy (dla Tafelwein),
- nazwa producenta i miejsce butelkowania,
- objętość butelki i zawartość alkoholu,
- oficjalny numer inspekcji jakościowej i numer partii (dla Qualitätswein),
- Prädikat, czyli wyróżnik (dla Prädikatswein, czyli Q.m.P.).

Informacje takie jak: obszar pochodzenia, nazwy dwóch głównych odmian winorośli, rocznik produkcji, informacja, czy wino było butelkowane przez producenta, nazwa winnicy i opis smaku (wytrawne, słodkie etc.) należą do informacji nieobowiązkowych.